# 西班牙军队
西班牙軍隊，是西班牙王國的武裝部隊，负责保护国家主权和领土完整，由西班牙君主擔任最高統帥，有西班牙陸軍、西班牙海军、西班牙空军、西班牙軍事應急部隊與西班牙皇室衛隊五個軍種，約有32萬名軍人，政府內閣由國防部大臣主掌防務，三軍總參謀長的職稱為國防參謀長。西班牙於2001年12月31日取消义务兵役制，以实现军队职业化。西班牙軍隊也是北大西洋公约组织、欧洲军团、歐盟戰鬥群和聯合國維和部隊的成员。

## 歷史
在十五和十六世紀，西班牙王國演變成歐洲的首要力量，克里斯托弗·哥倫布的探索讓西班牙在美洲獲得了巨大的土地和財富，貢薩洛·科爾多瓦的陸軍改革使得西班牙成為當時世界最強的陸軍強國。在查理五世和菲利普二世統治期間，西班牙帝國達到頂峰，佔地面積達到1940萬平方公里，約佔全球面積的13％。到十七世紀中期，西班牙的優勢在三十年戰爭後被法國超過，後者取代西班牙成為歐洲最主要的力量，同時西班牙還陷入了嚴重財政問題。
18世紀，西班牙波旁王朝通過一系列的軍事和經濟改革，特別是在卡洛斯三世任內的改革，重振西班牙的經濟和軍事力量。由於這些改革，西班牙軍隊在波兰王位继承战争、奧地利王位繼承戰爭以及詹金斯的耳朵戰爭中表現優異，而後在美國獨立戰爭，西班牙也響應法國，派遣支援至北美大陸。法國大革命爆發後，西班牙與法蘭西第一共和國爆發庇里牛斯山戰爭。在拿破崙戰爭期間，法國在半島戰爭中占領西班牙領土，最終西班牙倚靠大規模的游擊隊伍和外國的幫助解放全國。戰爭結束後，西班牙大幅衰弱，政治的不穩定導致西班牙的美洲殖民地大量獨立。

## 現況
西班牙加入法國、英國、意大利、丹麥、美國和加拿大對利比亞卡扎菲政權的打擊，由羅塔海軍基地和莫朗空軍基地提供包括加油機、偵察機、4架F-18戰鬥機、一艘護衛艦、一艘潛艇。
西班牙自1982年以來加入北約，以減少在西班牙的美國軍事基地，西班牙在加入北約後，被禁止引進核武器。

## 當前任務
截至2017年6月，西班牙軍隊在19個軍事行動中部署了3,093名士兵。。
據西班牙國家安全部門介紹，這些是目前西班牙軍隊的任務：
- 與 欧洲联盟的任務
  - 馬里维和任务（馬里）（2013年至今）：馬里國家軍隊安全和培訓部門的諮詢任務。部署130名軍事人員。
  - EUTM CAR（2016年至今）：中非共和國政府武裝部隊的訓練任務。部署19名軍事人員。
  - EUTM SOMALIA（2010年至今）：與聯合國和非洲聯盟的合作，索馬里武裝部隊的訓練任務。部署16名軍事人員。
  - 操作亞特蘭大（2008年至今）：打擊在印度洋的海盜和保護聯合國糧食計劃署。部署338名軍事人員。
  - 歐盟部隊阿爾拜內斯（2004年至今）：波斯尼亞和黑塞哥維那武裝部隊諮詢團。部署3名軍事人員。
  - EUNAVFOR MED-SOPHIA（2015年至今）：打擊人口販運和保衛地中海安全。部署261名軍事人員。
- 與北約的任務
  - 海上守護者行動（2016年至今）：在地中海打擊恐怖主義。部署119名軍事人員。
  - SNMG1 / SNMG2 / SNMCMG2：北約首要永久海軍部隊。部署251名軍事人員。
  - 波羅的海空中警衛（2004年至今）：保護愛沙尼亞，拉脫維亞和立陶宛領空。部署128名軍事人員。
  - 加強前沿存在於北約的存在使命：（2017年至今）俄羅斯併吞克里米亞後的黑海安全。部署310名軍事人員。
  - 活動圍欄（2015年至今）：加強土耳其防禦來自敘利亞彈道導彈威脅的使命。部署149名軍事人員。
  - 決議支持（2015年至今）：阿富汗安全部隊的培訓和諮詢任務。部署19名軍事人員。
- 與 联合国的使團
  - 聯黎部隊（2006年至今）：黎巴嫩與以色列之間的維持和平監測團。部署620名軍事人員。
  - 聯合國哥倫比亞（2016年至今）：哥倫比亞和平進程觀察員團。部署14名軍事人員。
- 反伊斯蘭國聯盟
  - 決定權（2015年至今）：伊拉克部隊打擊恐怖份子的訓練任務。部署463名軍事人員。
- 與法國的安全合作
  - 支持馬里 - 塞內加爾（2013年至今）：軍事支持法國，促進法國和歐盟在馬里和薩赫勒地區的航空運輸。部署61名軍事人員。
  - 對中非共和國的支持（2013年至今）：為法國和歐盟提供軍事援助，促進航空運輸。部署45名軍事人員。
- 對塞內加爾和佛得角國家合作代表團
  - 支持塞內加爾（2016年至今）：與其他國家的合作安全活動。部署33名軍事人員。
  - 支持佛得角（2016年至今）：與其他國家的合作安全活動。部署59名軍事人員。

西班牙軍隊最近幾年也參加了其他特派團，其中首先是人道主義和觀察：1999年在阿爾巴尼亞，2000年在莫桑比克，2001年在北馬其頓，2004 年在海地，2005年在印度尼西亞。2006年，西班牙參加了達爾富爾（蘇丹）派遣觀察員和剛果民主共和國。西班牙還參加了2003年至2004年期間在加蓬和塞內加爾進行的反恐戰爭，以確保在非洲之角進行的海上交通（其中有33名公務警衛和國家警察，兩艘巡邏船和一架直升機）。
此外，2015年，高山集團的46名UME士兵和12名公務員在尼泊爾地震中幫助和救援，6隻狗，3名科學警察和一架波音707空運物資運輸。
這些海外任務每年的花費約為8億歐元。

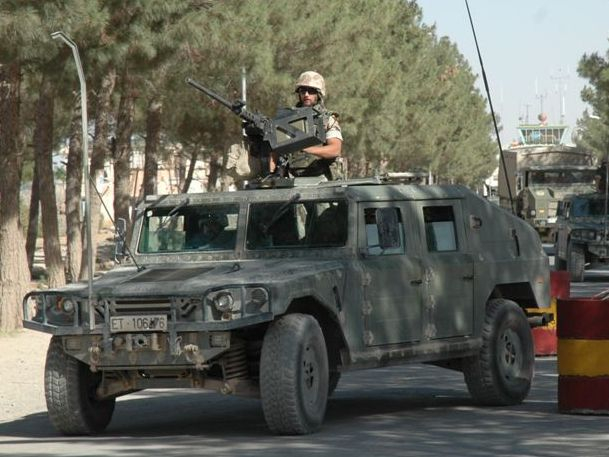
西班牙仿自悍馬車H1型的瓦曼塔裝甲車
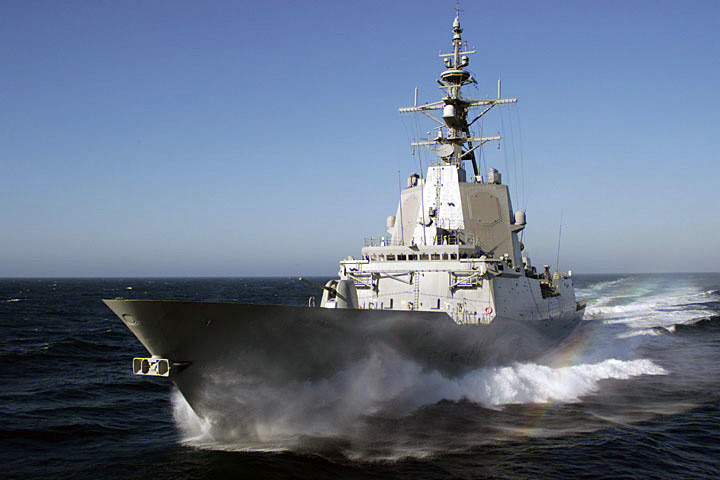
F-100級巡防艦
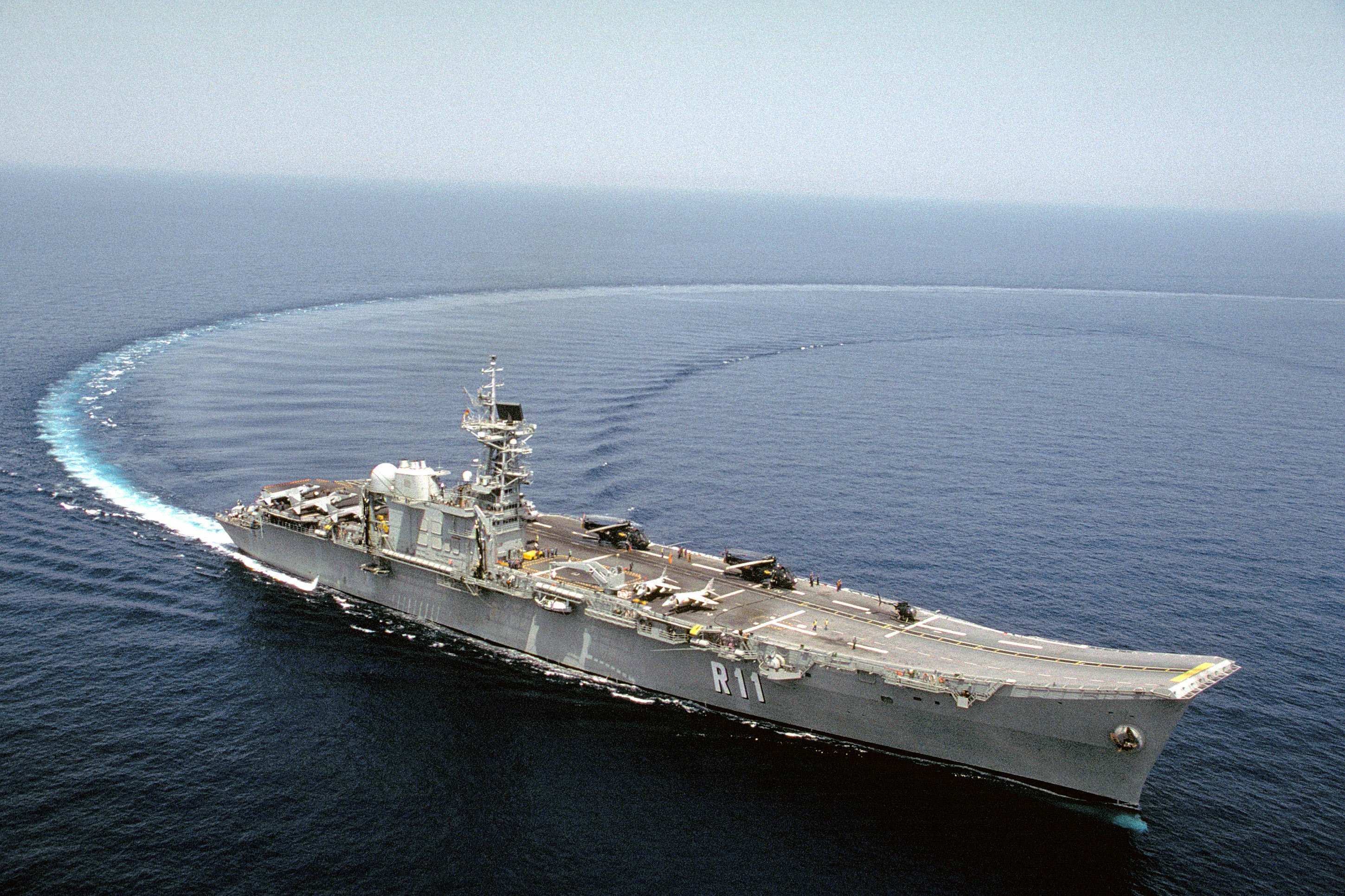
阿斯圖里亞斯親王號航空母艦
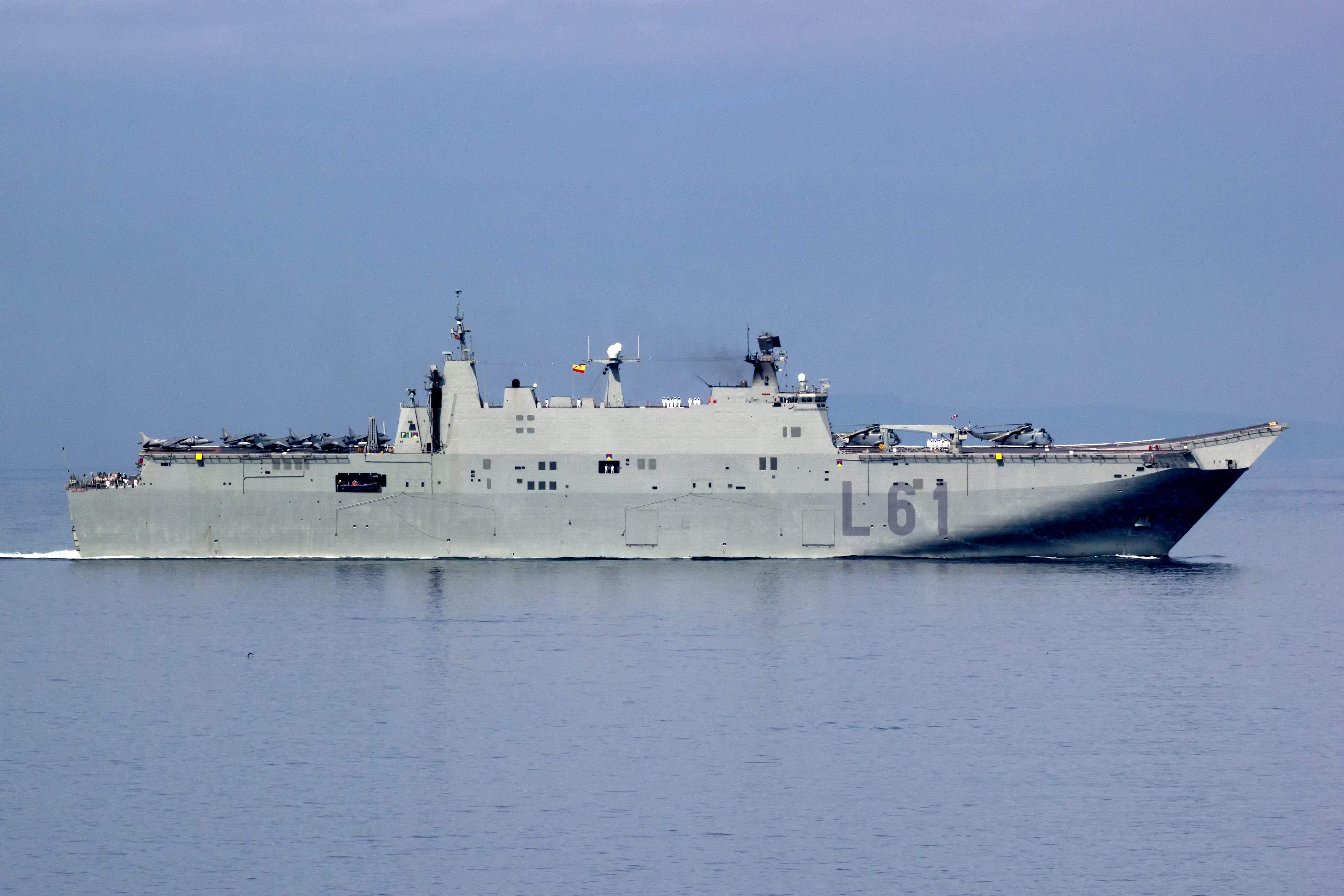
胡安·卡洛斯一世號戰略投射艦